# 24. појединачно првенство САД у шаху (Зонски турнир), Оберле, 1975.
24. појединачно првенство САД у шаху одржано је у Оберлеу, Охајо од 7.  до 26. јуна 1975. год. које је уједно било и зонски турнир зоне САД. Прво место је освојио Валтер Браун.
Прва двојица првопласираних са овог турнира, Волтер Браун и Кен Рогоф су се квалификовали за међузонске турнире 1976. Роберт Бирн се такође квалификовао на основу резултат играња у мечевима кандидата 1974. године. Лубомир Кавалек је такође играо на једном од међузонских турнира 1976. године, али је непознат како се квалификовао.
Артур Бисгајер је једини играч који је икада ремизирао све своје партије, њих 13 на првенству САД.
Овај турнир биће запамћен по томе што је Решевски предлагао Бенкеу нерегуларни договор око резултата њихове партје, како би се пласирао на међузонски турнир. Како је Бенко одбио договор Решевски се жалио директору турнира како би он утицао на Бенкеа да прихвати договор што је преседан у турнирској пракси. Све је заташкано и скандал је брзо заборављен.

## Турнирска табела
|    | Играч            | 1 | 2 | 3 | 4 | 5 | 6 | 7 | 8 | 9 | 10 | 11 | 12 | 13 | 14 | Бодови |
| -- | ---------------- | - | - | - | - | - | - | - | - | - | -- | -- | -- | -- | -- | ------ |
| 1  | Валтер Браун     |   | ½ | ½ | 1 | ½ | ½ | ½ | ½ | ½ | ½  | ½  | 1  | 1  | 1  | 8½     |
| 2  | Кенет Рогоф      | ½ |   | ½ | ½ | ½ | 0 | ½ | ½ | ½ | 1  | 1  | 1  | 1  | ½  | 8      |
| 3  | Милан Вукчевић   | ½ | ½ |   | ½ | 1 | 0 | ½ | 1 | ½ | ½  | 1  | 0  | 1  | ½  | 7½     |
| 4  | Роберт Бирн      | 0 | ½ | ½ |   | ½ | ½ | ½ | 1 | ½ | ½  | ½  | 1  | ½  | ½  | 7      |
| 5  | Самјуел Решевски | ½ | ½ | 0 | ½ |   | ½ | ½ | ½ | ½ | ½  | 1  | ½  | 1  | ½  | 7      |
| 6  | Вилијам Ломбарди | ½ | 1 | 1 | ½ | ½ |   | ½ | 0 | 1 | ½  | 0  | ½  | 0  | ½  | 6½     |
| 7  | Артур Бисгајер   | ½ | ½ | ½ | ½ | ½ | ½ |   | ½ | ½ | ½  | ½  | ½  | ½  | ½  | 6½     |
| 8  | Џејмс Тарџан     | ½ | ½ | 0 | 0 | ½ | 1 | ½ |   | 1 | ½  | 0  | 1  | ½  | ½  | 6½     |
| 9  | Ким Комонс       | ½ | ½ | ½ | ½ | ½ | 0 | ½ | 0 |   | ½  | 1  | 0  | 1  | 1  | 6½     |
| 10 | Љубомир Кавалек  | ½ | 0 | ½ | ½ | ½ | ½ | ½ | ½ | ½ |    | 0  | ½  | ½  | ½  | 5½     |
| 11 | Џек Питерс       | ½ | 0 | 0 | ½ | 0 | 1 | ½ | 1 | 0 | 1  |    | ½  | 0  | ½  | 5½     |
| 12 | Едмар Меднис     | 0 | 0 | 1 | 0 | ½ | ½ | ½ | 0 | 1 | ½  | ½  |    | ½  | ½  | 5½     |
| 13 | Џон Гриф         | 0 | 0 | 0 | ½ | 0 | 1 | ½ | ½ | 0 | ½  | 1  | ½  |    | 1  | 5½     |
| 14 | Пал Беенко       | 0 | ½ | ½ | ½ | ½ | ½ | ½ | ½ | 0 | ½  | ½  | ½  | 0  |    | 5      |